# Nothoscordum balaenense
Nothoscordum balaenense är en amaryllisväxtart som beskrevs av Pierfelice Ravenna. Nothoscordum balaenense ingår i släktet vaniljlökar, och familjen amaryllisväxter. Inga underarter finns listade i Catalogue of Life.